# Satyrus podarce
Satyrus podarce är en fjärilsart som beskrevs av Eugen Johann Christoph Esper 1806. Satyrus podarce ingår i släktet Satyrus och familjen praktfjärilar. Inga underarter finns listade.